# إيرن برو
إيرن برو هو مشروب غازي سكتلندي يوصف بأنه المشروب الوطني الثاني في إسكتلندا بعد السكوتش. يباع في بريطانيا وجميع دول العالم وهو المشروب الأكثر مبيعاً في إسكتلندا. يعرف المشروب بلونه البرتقالي وطعمه الفريد.